# Poa schischkinii
Poa schischkinii är en gräsart som beskrevs av Nikolai Nikolaievich Tzvelev. Poa schischkinii ingår i släktet gröen, och familjen gräs. Inga underarter finns listade i Catalogue of Life.